# 大花京黄芩
大花京黄芩（学名：Scutellaria pekinensis var. grandiflora）为唇形科黄芩属下的一个变种。

## 扩展阅读
- 維基物種上的相關：大花京黄芩